# Omdlenia wazowagalne
Omdlenia wazowagalne – zespół neurokardiogenny w przebiegu którego, na skutek pionizacji dochodzi do odruchowego zwolnienia rytmu serca lub spadku ciśnienia, a w konsekwencji do omdlenia.

## Typy omdleń wazowagalnych
Według klasyfikacji VASIS wyróżnia się trzy typy:
- typ 1 mieszany – rozpoznawany jest wówczas, gdy częstość rytmu serca obniża się w czasie omdlenia, ale rytm komór nie spada poniżej 40/min lub obniża się poniżej 40/min na krócej niż 10s, zaś ciśnienie spada przed zwolnieniem się częstości rytmu serca.
- typ 2 kardiodepresyjny – dzieli się na podtypy A i B, odpowiednio bez i z asystolią. Typ A można rozpoznać, kiedy akcja serca zwalnia się do rytmu komór <40/min na dłużej niż 10s, ale nie występuje asystolia dłuższa niż 3s. Zachowanie się ciśnienia nie ma tu znaczenia. Typ B rozpoznamy, gdy w czasie omdlenia wystąpi asystolia trwająca dłużej niż 3s.
- typ 3 wazodepresyjny – taki, w którym dochodzi do spadku ciśnienia tętniczego krwi, zaś częstość rytmu serca nie zwalnia się o więcej niż 10% w stosunku do wartości maksymalnych.

## Objawy
- objawy przedomdleniowe: ogólne osłabienie, pocenie się, zawroty głowy, zaburzenia widzenia i słuchu, nudności
- omdlenie
- nudności i wymioty
- zaburzenia widzenia i słuchu
- spadek ciśnienia
- bóle głowy i brzucha

W przebiegu omdleń wazowagalnych mogą występować skurcze toniczne mięśni kończyn i tułowia, wymagające różnicowania z padaczką.

## Patogeneza
Patomechanizm zespołu wazowagalnego nie został do końca poznany. Większość badaczy skłania się ku temu, że długotrwała pozycja pozioma powoduje zmniejszenie powrotu żylnego i nadmierną kurczliwość mięśnia sercowego. W wyniku pionizacji, po kilkunastu sekundach dochodzi do przemieszczenia 500–1000 ml krwi do pojemnościowych naczyń żylnych poniżej przepony. Następnie dochodzi do filtracji około 700 ml płynu do przestrzeni pozanaczyniowej, co prowadzi do spadku ciśnienia napełniania serca i na skutek tego do spadku objętości wyrzutowej serca. W odpowiedzi na stres ortostatyczny dochodzi do aktywacji współczulnej i wazokonstrykcji oraz wzrostu częstości akcji serca. Na drodze łuku odruchowego aktywowany zostaje układ przywspólczulny, co ma na celu przywrócenie utraconej homeostazy w organizmie. W przypadku nadaktywności układu autonomicznego dochodzi do zbyt silnego spadku częstości rytmu serca (do asystolii włącznie) i spadku ciśnienia.
Długotrwała pozycja stojąca jest czynnikiem wyzwalającym omdlenie wazowagalne. Poza pozycją stojącą w większości przypadków nie ma uchwytnej przyczyny epizodu.
Do czynników, które mogą sprzyjać powstaniu omdlenia zalicza się:
- stres
- wstrząs emocjonalny
- niewielki uraz
- widok krwi
- wysoką temperaturę i wilgotność otoczenia
- wysiłek fizyczny
- stany hipoglikemii

## Diagnostyka
W diagnostyce omdleń wazowagalnych szczególnie istotny jest szczegółowy wywiad lekarski z uwzględnieniem ustalenia okoliczności wystąpienia omdlenia. 
Podstawowym badaniem w diagnostyce omdleń wazowagalnych jest test pionizacyjny. Po około 30-minutowym okresie leżenia pionizuje się pacjenta do kąta 60 stopni. Przez cały czas badania monitoruje się EKG w sposób ciągły na ekranie kardiomonitora. Zmiany pozycji ciała dokonuje się za pomocą stołu uchylnego z podpórką pod stopy i pasami mocującymi umieszczonymi zazwyczaj na wysokości klatki piersiowej i powyżej stawów kolanowych, uniemożliwiającymi upadek osobie, u której wystąpi utrata przytomności. Monitorowaniu podlega również ciśnienie krwi pacjenta metodą Korotkowa, bądź przy użyciu sfigmomanometru ręcznego bądź automatycznego. Pomiarów dokonuje się w odstępach 1-minutowych lub częściej w przypadku pojawienia się objawów przedomdleniowych. 
Omdlenia wazowagalne należy różnicować z napadami padaczki.  Monitorowanie EEG podczas testu pionizacyjnego daje możliwość oceny odpowiedzi mózgowia na pionizację. Podczas omdlenia wazowagalnego obserwuje się charakterystyczne zmiany w zapisie EEG pod postacią zwolnienia fal alfa rytmu podstawowego, fal z zakresu theta i delta.

## Leczenie
Beta-blokery okazały się nieskuteczne w zapobieganiu omdleniom wazowagalnym.